# Свон Квортер (Северна Каролина)
Свон Квортер (енгл. Swan Quarter) насељено је место без административног статуса у америчкој савезној држави Северна Каролина.

## Демографија
По попису из 2010. године број становника је 324.
| Група             | 2000.    | 2010.       |
| Белци             | 0 (0,0%) | 201 (62,0%) |
| Афроамериканци    | 0 (0,0%) | 89 (27,5%)  |
| Азијати           | 0 (0,0%) | 0 (0,0%)    |
| Хиспаноамериканци | 0 (0,0%) | 24 (7,4%)   |
| Укупно            | 0        | 324         |